# Rodeo de Valdez
Rodeo de Valdez es una localidad argentina ubicada en el departamento Río Hondo de la provincia de Santiago del Estero.
Se encuentra 3 km al Oeste del río Dulce, y 38 km al este de Termas de Río Hondo.
Es atravesada por la ruta provincial 211, existiendo en la misma problemas de señalización e iluminación.

## Población
Cuenta con 84 habitantes (Indec, 2010), lo que representa un incremento del 15 % frente a los 68 habitantes (Indec, 2001) del censo anterior.
| Gráfica de evolución demográfica de Rodeo de Valdez entre 1991 y 2010 |
|                                                                       |
| Fuente: Censos nacionales del INDEC                                   |